# Arkata
Arkata (bulgariska: Арката) är ett vattendrag i Bulgarien.   Det ligger i regionen Pernik, i den västra delen av landet, 40 kilometer sydväst om huvudstaden Sofia.
Trakten runt Arkata består till största delen av jordbruksmark. Runt Arkata är det ganska glesbefolkat, med 45 invånare per kvadratkilometer.